# Ludmerfeld
Ludmerfeld ist eine Ortschaft der Stadtgemeinde Neulengbach in Niederösterreich.

## Geografie
Ludmerfeld befindet sich südlich von Neulengbach in unmittelbarer Nähe der West Autobahn und liegt in der Katastralgemeinde St. Christophen. Die Ortschaft besteht zudem aus der Rotte Querfeld und einigen Einzellagen. Am 1. Jänner 2024 lebten in der Ortschaft Ludmerfeld 69 Personen.

## Geschichte
Laut Adressbuch von Österreich waren im Jahr 1938 in Ludmerfeld zwei Gastwirte und einige Landwirte ansässig.